# Spencer (Carolina del Nord)
Spencer è una città degli Stati Uniti d'America situata nella Carolina del Nord, nella Contea di Rowan.